# Szüle Tamás
Szüle Tamás (Miskolc, 1952. október 17.) magyar operaénekes (basszus).

## Életpályája
Zenei tanulmányai Miskolcon kezdte. Az általános iskolában csellózni tanult, majd zeneiskolában éneket. Középiskolai tanulmányainak befejezése után az egri Tanárképző Főiskolán tanult tovább matematika-fizika szakon, de még a diploma megszerzése előtt, 1974-ben felvételt nyert a Liszt Ferenc Zeneművészeti Főiskola Egyetemi Tagozatára. Mestere Kutrucz Éva volt.
1979-ben szerzett operaénekesi és énektanári diplomát. Ezt követően a Magyar Állami Operaház szerződtette, egy évig ösztöndíjasként, majd magánénekesként. Részt vett Pavel Lisizian weimari mesterkurzusán is.
Ozminként 1990-ben vendégszerepelt a Drottningholmi Palotaszínházban Arnold Östman vezényletével. Svédországi sikerének köszönhetően 1992-ben Nancyban is bemutatkozhatott. Énekelt Svájcban, Izraelben, 1994-ben pedig Szingapúrban, majd 1995-ben Tel-Avivban, Velencében és az Egyesült Államokban. 1996-ban a bécsi Staatsoperben is vendégszerepelt. 1999-ben Mexikóvárosban, majd Németországban énekelt.
Részt vett 20. századi magyar művek ősbemutatóiban is. Oratóriumokat is énekel (Händel: Messiás, Saul, Belsazar, Acis és Galathea; Haydn oratóriumai; Mozart: Requiem; Rossini: Stabat Mater, Verdi: Requiem). 2006 őszétől a Pécsi Tudományegyetem magánének szakán énektechnikát, műismeretet tanít.

## Főbb szerepei
- Bartók: A kékszakállú herceg vára – Kékszakállú
- Donizetti: Don Pasquale – Don Pasquale
- Donizetti: Lammermoori Lucia – Raimondo
- Fekete Gyula: A megmentett város – Kopasz
- Mozart: Szöktetés a szerájból – Ozmin
- Mozart: Don Giovanni – Leporello
- Mozart: A varázsfuvola – Sarastro
- Rossini: A sevillai borbély – Don Bartolo
- Strauss: A rózsalovag – Ochs báró
- Szokolay Sándor: Ecce homo – Ladasz apó
- Vajda János: Leonce és Léna – Péter király
- Verdi: Rigoletto – Sparafucile
- Verdi: A trubadúr – Ferrando
- Wagner: A Rajna kincse – Fafner
- Wagner: Lohengrin – Henrik király

## Könyvei
- Könny és kacaj. Egy buffó basszus negyven éve; Kalota Művészeti Alapítvány, Bp., 2021

## Díjai, kitüntetései
- Bartók–Pásztory-díj (1985)
- Székely Mihály-emlékplakett (1996)
- Magyar Arany Érdemkereszt (2016)